# Chi Giang tân ngữ
Chi Giang tân ngữ (tiếng Trung: 之江新语) là một cuốn sách do Tập Cận Bình viết, lúc đó là Bí thư Tỉnh ủy Chiết Giang với bút danh "Triết Hân" (tiếng Trung: 哲欣). Ban đầu tác phẩm này chỉ là một chuyên mục cá nhân về các ý tưởng chính trị được đăng trên trang nhất của tờ Chiết Giang nhật báo từ ngày 25 tháng 2 năm 2003 đến ngày 25 tháng 3 năm 2007. Tập đã xuất bản 232 bài viết trong chuyên mục này. Tháng 8 năm 2007, những bài tiểu luận này đã được xuất bản trong một cuốn sách cũng có tựa đề Chi Giang tân ngữ theo thứ tự thời gian. Tên ấn bản tiếng Anh của cuốn sách này được xuất bản lần đầu vào năm 2019 là Zhejiang, China: A New Version for Development (tạm dịch: Chiết Giang, Trung Quốc: Phiên bản mới cho sự phát triển).

## Bối cảnh
Là một phần của sông Tiền Đường, Chi Giang (tiếng Trung: 之江) là con sông quan trọng ở Chiết Giang. Tân ngữ (tiếng Trung: 新语) có nghĩa đen là 'từ mới'. Thuật ngữ này được lấy cảm hứng từ bộ chí nhân tiểu thuyết văn ngôn Thế thuyết tân ngữ (tiếng Trung: 世說新語).

## Nội dung
Giáo sư Diêu Hoan của Trường Đảng Bắc Kinh chia 232 bài tiểu luận này thành ba loại::
1. Làm thế nào để thực hiện quan điểm phát triển khoa học của Hồ Cẩm Đào phù hợp với thực tế Chiết Giang.
2. Tác phong làm việc và phương pháp tư tưởng của cán bộ lãnh đạo, đề cao đường lối quần chúng, khắc phục tình trạng quan liêu, hình thức.
3. Về bồi dưỡng tinh thần Đảng của cán bộ, nhất là xử lý đúng quyền, lợi ích, bám sát mục tiêu “vì nhân dân phục vụ” của Đảng.[7]

## Ảnh hưởng toàn cầu
Ngoài việc được xuất bản ở Trung Quốc đại lục, một ấn bản chữ Hán phồn thể đã được xuất bản ở Hồng Kông vào năm 2021. Cuốn sách này cũng được dịch sang nhiều thứ tiếng như tiếng Mông Cổ, tiếng Tây Ban Nha, tiếng Đức, tiếng Anh và tiếng Nga.